# Culpa lata dolo comparabitur
Culpa lata dolo comparabitur je právnickou zásadou, která vyjadřuje, že hrubá nedbalost je srovnatelná se zlým úmyslem. Na člověka, který se dopustil hrubé nedbalosti, se tedy u soudu hledí jako na toho, kdo se daného jednání dopustil úmyslně. Tato zásada se objevuje již v díle římského právníka Ulpiana.